# Made in Brazil
Made in Brazil, plus couramment abrégé MIBR, est une équipe brésilienne d'esport, créée en 2003 par l'homme d'affaires brésilien Paulo Velloso. L'équipe est initialement dissoute en 2012, mais est reformée en 2016, Paulo Vellose ayant trouvé un accord pour céder sa marque au groupe américain d'Immortals Gaming Club, également propriétaires d'Immortals aux États-Unis. Après 2 ans d'existence sans activité, l'équipe revient dans la compétition en 2018. Le club est présent sur Counter-Strike 2, Rainbow Six: Siege et Valorant. Fondé à Rio de Janeiro, le siège de l'équipe se trouve actuellement à São Paulo.

## Histoire
Made in Brazil a été créé en 2003 après qu'un homme d'affaires brésilien, Paulo Velloso, décide d'investir dans l'équipe de son fils Rafael "Pred" Velloso. L'équipe est présente sur Counter-Strike et devient rapidement la meilleure de Brésil et, par la suite, l'une des meilleures sur la scène internationale en remportant des compétitions comme l'ESWC 2006  ou la Dreamhack Winter 2007. MIBR sera d'ailleurs, en 2006, un des membres fondateurs du G7 Team, un regroupement qui consiste à promouvoir l'esport ainsi qu'à le stabiliser en coopérant avec les organisateurs de tournois tout en donnant son avis sur les règles des compétitions.
Alors que la structure était dissoute depuis 2012, Paulo Velloso annonce en 2016 qu'il travaille sur un possible retour des MIBR. C'est en 2018 que ce retour est officialisé à la suite d'un accord trouvé avec l'Immortals Gaming Club, propriétaire de l'équipe Immortals aux États-Unis. Le groupe américain devient donc propriétaire de la marque MIBR et se lance sur Counter-Strike: Global Offensive à la suite du rachat des joueurs de SK Gaming.
En août 2019, lors l'Encontro das Lendas, Gabriel "FalleN" Toledo et Epitácio "TACO" de Melo présentent une nouvelle section sur le jeu Tom Clancy's Rainbow Six: Siege qui se révèle être l'ancienne équipe d'Immortals.
Début 2022, le club entre sur Valorant sur la scène principale et la scène Game Changers. Fin 2022, MIBR est sélectionné par Riot Games pour faire partie de sa ligue franchisée pan-américaine sur le titre, le VCT Americas.

## Counter-Strike
En 2018, MIBR acquiert les joueurs de SK Gaming qui, deux ans auparavant, venaient de remporter l'ESL One Cologne 2016 ainsi que plusieurs autres compétitions comme l'Esports Championship Series Season 3, l'EPICENTER 2017 ou encore l'ESL Pro League Season 6.
Deux ans après sa dernière apparition à un major, à Anvers, MIBR est qualifié au dernier major de l'année 2024, le Perfect World Shanghai Major 2024. L'équipe passe de justesse le tour de qualification et passe au tour principal. MIBR gagne alors ses deux premiers matchs face à 3DMAX et Natus Vincere. MIBR n'a plus qu'à gagner un seul match, avec trois essais possibles pour se qualifier en play-offs. Cependant, les brésiliens buttent successivement sur Team Vitality, Team Liquid et MOUZ et sont éliminés du major.

### Effectif
| Nat. | Pseudo  | Nom             | Rôle           | Date d'entrée     |
| ---- | ------- | --------------- | -------------- | ----------------- |
|      | exit    | Raphael Lacerda | Rifler         | 30 mars 2021      |
|      | insani  | Felipe Yuji     | Rifler         | 17 janvier 2023   |
|      | drop    | André Abreu     | In-game Leader | 30 juin 2023      |
|      | boltz   | Rafael Costa    | Rifler         | 30 juin 2023      |
|      | Lucaozy | Lucas Neves     | Rifler         | 24 septembre 2024 |
|      | brnz4n  | Breno Poletto   | Remplaçant     | 19 mai 2022       |

|  | nak | Renato Nakano | Coach             | 18 avril 2024 |
|  | BIT | Bruno Lima    | Coach stratégique | 2 avril 2022  |

## Rainbow Six: Siege
Le club entre sur Rainbow Six: Siege en 2019, reprenant l'ancienne équipe appartenant à Immortals, l'équipe sœur de MIBR. L'équipe finit 7-8e au Six Invitational 2020. Pendant la saison 2020-2021, l'équipe remporte un titre de champion du Brésil. Qualifié au Six Invitational 2021, l'équipe termine sur la 3ème marche du podium, battu par Ninjas in Pyjamas et Team Liquid, les deux finalistes. Malgré une saison 2021-2022 moins glorieuse, l'équipe parvient à se qualifier et à signer une belle performance au Six Invitational 2022, terminant 4e. Cependant, MIBR dégringole dans l'écosystème brésilien, et ne s'est plus qualifié pour un tournoi international officiel depuis.

### Effectif
| Nat. | Pseudo  | Nom                         | Rôle           | Date d'entrée   |
| ---- | ------- | --------------------------- | -------------- | --------------- |
|      | R4re    | Rennan Vitor De Paula Silva | In-game Leader | 20 juillet 2023 |
|      | Bullet1 | José Victor Santos De Souza | Rifler         | 16 janvier 2024 |
|      | Gomess  | Kaik SouSA                  | In-game Leader | 16 janvier 2024 |
|      | yektz   | Lucca Wessler               | Rifler         | 11 mars 2024    |
|      | Maquina | Felipe Nakana               | Rifler         | 21 août 2024    |

|  | Dudds | Eduardo Torassi | Coach | 16 janvier 2024 |

## Valorant

### Une équipe peu remarquable (2022-2024)

#### Saison 2022
L'équipe fait son entrée sur Valorant début 2022. Elle participe aux VCT Challengers Brazil, mais ne parvient à se qualifier pour aucun événement international durant l'année. L'équipe est ensuite sélectionnée pour rejoindre la nouvelle ligue franchisée des Amériques, le VCT Americas.

#### Saison 2023
Pour la saison 2023, le club conserve João "jzz" Pedro et Leandro "frz" Gomes. MIBR signe Olavo "heat" Marcelo, Murillo "murizzz" Tuchtenhagen, Matheus "RgLM" Rodigoli ainsi que André "Txozin" Saidel comme remplaçant et Matheus "bzkA" Tarasconi comme entraîneur, ce dernier étant champion du monde sortant avec LOUD. La saison est compliquée, éliminé au premier tour du LOCK//IN (un tournoi réunissant les 30 équipes franchisées et 2 équipes chinoises) par Talon Esports, puis finissant avant-dernier de la saison régulière du VCT Americas. Sa dernière rencontre face à 100 Thieves fait cependant du bruit. Le club brésilien, déjà éliminé, bat les Américains et les élimine également. Une victoire aurait qualifié 100 Thieves au détriment d'Evil Geniuses, qui après leur qualification en play-offs, finiront champions du monde quelques mois plus tard. Un fait de jeu spécifique, un kill au couteau de Txozin, est souvent cité l'effet papillon de ce sacre. MIBR sera incapable de se qualifier pour un événement international cette année.

#### Saison 2024
Pour la saison 2024, MIBR se sépare de heat, murizzz et Txozin. Ils sont remplacés par Matheus "mazin" Araújo, Arthur "artzin" Araujo, tandis que bzkA travaillera avec Daniel "fRoD" Montaner, qui l'avait remplacé chez LOUD l'année dernière. L'équipe montre du mieux lors du tournoi du lancement de la saison, le kick-off. Mais elle sombrera ensuite en première partie de saison régulière, avec zéro victoire pour six défaites. Déjà plombée sportivement, MIBR fait polémique après qu'un journaliste affirme que l'argent reçu de Riot Games pour MIBR aurait servi non pas à améliorer l'équipe Valorant, mais à acheter des joueurs sur Counter-Strike: Global Offensive. L'équipe tente alors d'instaurer un électro-choc en débarquant jzz, frz, RgLM et bzkA. Ils sont remplacés par Davi "Palla" Alcides, Gabriel "rich" Rosa et Felipe "liazzi" Galiazzi, tandis que fRoD devient coach seul. Les résultats ne s'améliorent pas cependant et l'équipe finira l'année lanterne rouge, toujours vierge d'événements internationaux.

### Signature d'Aspas

#### Saison 2025
Fin 2024, le club annonce son nouveau roster pour la saison 2025. À la surprise générale, MIBR parvient à attirer et signer Erick "aspas" Santos, champion du monde 2022 chez LOUD et l'une des figures emblématiques du circuit compétitif. Il est accompagné de Agustin "Nowzerr" Ibarra, Gabriel "cortezia" Corteiz et de Eduardo "xenom" Soiero, tandis que artzin est le seul membre conservé de l'équipe 2024. Le staff composé de fRoD et "Iara" Rodrigo est reconduit. Le club alignera également une équipe académique dans le championnat régional brésilien.

### Section Game Changers
MIBR fait son entrée sur le circuit Game Changers (un circuit parallèle réservé aux femmes et aux autres genres marginalisés) début 2022, quasi simultanément que sur le circuit principal. Ses deux premières années sur le circuit se font dans un anonymat relatif, le club n'étant jamais en mesure de disputer le titre sur la majorité des tournois sur lequel il est engagé, notamment le circuit officiel, dominé par Team Liquid Brazil. Cependant en 2024 recrute un roster compétitif, qui parvient à remporter deux des trois tournois régionaux de l'année, en battant Team Liquid et à se qualifier aux championnats du monde Game Changers. Les brésiliennes font tomber GIANTX avant d'être battues par G2 Gozen. Dans l'arbre des perdants, l'équipe bat successivement ZETA DIVISION, Xipto Esports puis prennent leur revanche sur G2. Cependant en finale, l'équipe ne peut rien contre Shopify Rebellion, tenantes du titre et signant le doublé après leur victoire.

### Effectif
| Nat. | Pseudo   | Nom                             | Rôle           | Date d'entrée    |
| ---- | -------- | ------------------------------- | -------------- | ---------------- |
|      | artzin   | Marcelo Cespedes                | Joueur         | 15 octobre 2023  |
|      | xenom    | Eduardo Ribeiro De Moura Soeiro | Joueur         | 15 octobre 2023  |
|      | Cortzeia | Gabriel Araujo Lobo Cortez      | Joueur         | 25 novembre 2024 |
|      | Nozwerr  | Agustin Ibarra                  | In-game leader | 26 novembre 2024 |
|      | aspas    | Erick Santos                    | Joueur         | 27 novembre 2024 |

|  | fRoD | Daniel Montaner | Coach    | 15 octobre 2023 |
|  | Iara | Iara Rodrigo    | Analyste | 11 janvier 2023 |

| Nat. | Pseudo | Nom                | Rôle           | Date d'entrée   |
| ---- | ------ | ------------------ | -------------- | --------------- |
|      | Jelly  | Julia Iris         | Joueuse        | 16 janvier 2024 |
|      | Jubs   | Juliana Oliveira   | Joueuse        | 16 janvier 2024 |
|      | meL    | Melissa Millena    | Joueuse        | 16 janvier 2024 |
|      | sayuri | Camila Obam        | In-game leader | 16 janvier 2024 |
|      | srN    | Nicolas Niederauer | Joueuse        | 16 janvier 2024 |

|  | Biscoit1n | João Vieira   | Coach             | 19 mai 2024     |
|  | MARLOW    | Marlow Garcia | Coach stratégique | 16 janvier 2024 |